# Mindestzündenergie
Die Mindestzündenergie (MZE) Emin. ist eine sicherheitstechnische Kenngröße zur Beurteilung der Zündfähigkeit explosionsfähiger Atmosphären. Sie beschreibt die niedrigste Energie, die bei einer Entladung ausreichend ist, um ein explosionsfähiges Brennstoff-Luft-Gemisch in seiner zündwilligsten Zusammensetzung zu entzünden. Als Brennstoff kommen brennbare Gase und Dämpfe sowie aufgewirbelte Stäube in Frage. Dabei unterscheiden sich die Mindestzündenergien von Gasen/Dämpfen und Stäuben grundlegend. Während Gase und Dämpfe meist mit Zündenergien kleiner 1 mJ gezündet werden können, sind für typische Stäube Zündenergien im Millijoule- bis Joulebereich notwendig. Bei Gasen und Dämpfen kann nahezu jede Zündquelle als wirksam angesehen werden. Für aufgewirbelte Stäube ist die Mindestzündenergie eine wichtige Kenngröße für die Anlagenauslegung, da im Sinne des Schutzkonzepts der Vermeidung von Zündquellen eine Betrachtung hinsichtlich der Wahrscheinlichkeit des Auftretens energetisch verschiedener Zündquellen und deren Zündwirksamkeit möglich ist.

## Brennbare Gase und Dämpfe
Die ATEX-Produktrichtlinie 2014/34/EU beschreibt die experimentelle Ermittlung der MZE von Gasen und Dämpfen wie folgt:
Die Mindestzündenergie eines Gases- und eines Dampf-Luft-Gemisches ist die kleinstmögliche bei der Entladung eines Kondensators auftretende elektrische Energie, die das zündwilligste Gemisch eines Gases oder eines Dampfes mit Luft bei atmosphärischem Druck (1013,25 hPa) und 20 °C gerade noch zu zünden vermag.
Die Mindestzündenergien von Gasen und Dämpfen liegen meist ein bis zwei Zehnerpotenzen niedriger als bei Stäuben. Ihr Wert ist konzentrationsabhängig. Zwischen den Explosionsgrenzen wird ein in etwa parabelförmiger Verlauf beobachtet, dessen Minimum dem zündwilligsten Gemisch mit der niedrigsten Mindestzündenergie entspricht. Die folgenden Tabellen geben die Mindestzündenergien wichtiger Lösungsmittel und Gase.
| Mindestzündenergie verschiedener Lösungsmitteldämpfe |           |        |         |        |            |              |             |         |          |          |                      |
| Lösungsmittel                                        |           | Aceton | Butanon | Benzol | Cyclohexan | Diethylether | Ethylacetat | Ethanol | n-Heptan | Methanol | Schwefelkohlenstoff  |
| Mindestzündenergie                                   | in mJ     | 0,55   | 0,27    | 0,20   | 0,22       | 0,19         | 0,46        | 0,28    | 0,24     | 0,20     | 0,009                |
| Zündwilligstes Gemisch                               | in Vol.-% | 6,5    | 5,3     | 4,7    | 3,8        | 5,1          | 5,2         | 6,4     | 3,4      | 14,7     | 7,8                  |

| Mindestzündenergie verschiedener Gase |           |          |       |       |       |       |             |        |        |              |             |
| Gas                                   |           | Ammoniak | Butan | Ethan | Ethen | Ethin | Ethylenoxid | Methan | Propin | Propylenoxid | Wasserstoff |
| Mindestzündenergie                    | in mJ     | 14       | 0,25  | 0,25  | 0,082 | 0,019 | 0,061       | 0,28   | 0,11   | 0,13         | 0,016       |
| Zündwilligstes Gemisch                | in Vol.-% | 20       | 4,7   | 6,5   | 8,0   | 7,7   | 10,8        | 8,5    | 6,5    | 7,5          | 22          |

| Mindestzündenergie verschiedener halogenierter Kohlenwasserstoffe |           |                  |               |                 |                     |               |
| Halogenkohlenwasserstoff                                          |           | 1,2-Dichlorethan | Dichlormethan | Tetrafluorethen | 1,1,1-Trichlorethan | Trichlorethen |
| Mindestzündenergie                                                | in mJ     | 1,0              | 9300          | 4,1             | 4800                | 510           |
| Zündwilligstes Gemisch                                            | in Vol.-% | 10,5             | 18            | -               | 12                  | 26            |

Die Wert der Mindestzündenergie nimmt mit steigender Temperatur, steigendem Druck sowie erhöhten Sauerstoffgehalt ab.

### Zündvolumen
Gemische brennbarer Gase in Luft entzünden sich im Allgemeinen nicht spontan, sondern müssen mittels einer Zündquelle zur Zündung gebracht werden. Die zur Zündung notwendige Energie ist dabei abhängig von der Gemischzusammensetzung, von Druck, Temperatur und dem Zündvolumen. Die Mindestzündenergie bezeichnet die minimale Energiemenge, die unter sonst idealen Bedingungen dem System zugeführt werden muss, um eine Zündung zu erreichen. Wichtig ist auch die Mindestzündleistung, da das vorliegende Zündvolumen auf eine ausreichend hohe Temperatur erwärmt werden muss. Ist die Energiezufuhr – d. h. Temperaturerhöhung – ausreichend groß, wird die Zündung eingeleitet und es kommt zu einer sich selbst erhaltenden Flammenausbreitung, das Gemisch explodiert.
Aufgrund der Wichtigkeit sowohl für die Sicherheitstechnik als auch für die motorische Verbrennung sind verschiedene Zündquellen im Detail untersucht worden. Von besonderer Bedeutung ist dabei neben der Zündung an heißen Oberflächen und der Zündung durch fokussierte Laserstrahlung die elektrische Funkenzündung.

## Brennbare Stäube – Staubexplosion
Nach der DIN EN ISO/IEC 80079-20-2:2016-12 ist die Mindestzündenergie einer brennbaren Staub/Luft Mischung die niedrigste elektrische Energie, die in einem Kondensator gespeichert ist, die bei Entladung ausreicht, um die Entzündung der empfindlichsten Staub/Luft Mischung, unter festgelegten Prüfbedingungen, auszulösen.
Die Mindestzündenergie hängt stark von der Beschaffenheit der Stäube wie z. B. der Zusammensetzung, der Korngrößenverteilung, der Oberflächenstruktur und der Feuchte ab. Allgemein gilt, dass mit abnehmender Korngröße und abnehmender Feuchte die Mindestzündenergie absinkt. Entsprechend ihrer Mindestzündenergie werden Stäube in den Bereichen der Mindestzündenergie
- MZE > 10 mJ als normal zündempfindlich
- 10 mJ > MZE > 3 mJ als besonders zündempfindlich
- MZE < 3 mJ als extrem zündempfindlich

eingestuft.